# Dichorisandra rhizophya
Dichorisandra rhizophya är en himmelsblomsväxtart som beskrevs av Carl Friedrich Philipp von Martius. Dichorisandra rhizophya ingår i släktet Dichorisandra och familjen himmelsblomsväxter. Inga underarter finns listade.